# Contea di Huarong
La contea di Huarong (华容县S, Huáróng XiànP) è una contea della Cina, situata nella provincia di Hunan e amministrata dalla prefettura di Yueyang.